# ANTEL

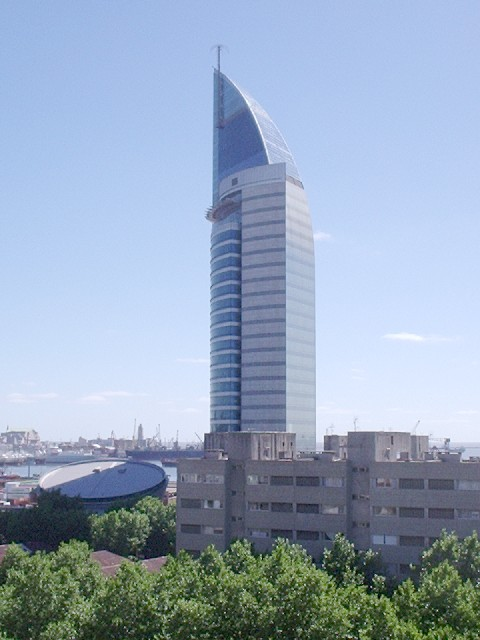
Torre Antel w Montevideo

ANTEL (Administración Nacional de Telecomunicaciones) – przedsiębiorstwo telekomunikacyjne założone w 1974 i będące własnością rządu urugwajskiego. ANTEL jest monopolistą na krajowym rynku telekomunikacyjnym. Ponadto mimo konkurencji prywatnych firm jest również operatorem telefonii komórkowej oraz dostawcą usług internetowych.
Siedzibą firmy jest najwyższy (158 m) budynek Urugwaju – Torre Antel w Montevideo.